# Szancsin (formagyakorlat)
A Szancsin egy karate kata, amelyet a kjokusinkai karatedo rendszerében használnak. A naha te rendszerből származik, jelentése: "három harc".

## Végzése
1. fudo dacsi
2. muszubi dacsi, mokusó
3. ucsi hacsidzsi dacsi, joj
4. ibuki
5. lépés
6. migi szancsin dacsi, belégzés
7. morote ucsi uke, ibuki
8. hidari hikite, belégzés
9. gjaku csudan cuki, ibuki
10. előkészítés, belégzés
11. hidari ucsi uke, ibuki
12. hidari szancsin dacsi
13. migi hikite
14. gjaku csudan cuki, ibuki
15. előkészítés, belégzés
16. migi ucsi uke, ibuki
17. migi szancsin dacsi
18. hidari hikite, belégzés
19. gjaku kake cuki, ibuki
20. fordulás